# Wee Papa Girl Rappers
Le Wee Papa Girl Rappers sono state un duo musicale britannico, formatosi a Londra nel 1987 e composto dalle sorelle gemelle Sandra e Samantha Lawrence.

## Storia
Le Wee Papa Girl Rappers hanno iniziato la loro carriera musicale come coriste di Feargal Sharkey, per poi firmare un contratto discografico con la Jive Records. Il loro più grande successo è stato Wee Rule, entrato nella top twenty di numerose classifiche, che ha raggiunto in particolare la 6ª posizione nel Regno Unito, la 4ª in Irlanda, la 2ª nei Paesi Bassi e la vetta in Belgio. Nella Official Singles Chart hanno piazzato altri quattro singoli, tutti provenienti dal loro primo album The Beat, the Rhyme, the Noise. Il disco si è fermato alla numero 39 della Official Albums Chart. Nel 1990 è uscito il loro secondo disco Be Aware, quattro anni prima del loro scioglimento.

## Discografia

### Album in studio
- 1988 – The Beat, the Rhyme, the Noise
- 1990 – Be Award

### Singoli
- 1987 – Rock the Clock
- 1988 – Faith
- 1988 – Heat It Up (feat. 2 Men e A Drum Machine)
- 1988 – Wee Rule
- 1988 – Soulmate
- 1989 – Blow the House Down
- 1990 – Get in the Groove
- 1990 – The Bump
- 1991 – Best of My Love
- 1992 – Wee Are the Girls (accreditate come The Wee Papas)
- 1994 – Wherever You Go (accreditate come The Wee Papas)